# Friedrich Schmidt (NSDAP)
Friedrich Gottlob Schmidt, född 13 augusti 1902 i Wiesenbach, död 6 november 1973 i Burghausen, var en tysk nazistisk politiker och Brigadeführer i SS. Han var från 1939 till 1940 guvernör i distriktet Lublin i Generalguvernementet.

## Biografi
Under sin studietid tillhörde Schmidt Adler und Falken, en ungdomsförening inom völkisch-rörelsen. Från 1924 till 1927 var han kansler för Artamanerna, som fann stor inspiration i ideologin bakom devisen Blut und Boden.
Schmidt inträdde 1925 i NSDAP, som han representerade i Stuttgart 1931–1932 och i Württembergs lantdag 1932–1933. Från 1931 tillhörde han även ledarskapet inom Gau Württemberg-Hohenzollern. I mars 1933 ställde Schmidt upp i det tyska riksdagsvalet och invaldes som riksdagsledamot för valkrets 31 (Württemberg). Från 1933 till 1937 var Schmidt ställföreträdande Gauleiter i Württemberg.

### Andra världskriget
Den 1 september 1939 anföll Tyskland Polen och den 26 oktober inrättades Generalguvernementet, den del av Polen som inte inlemmades i Tyska riket. Schmidt utnämndes då till guvernör för distriktet Lublin. Han efterträddes av Ernst Zörner den 1 februari året därpå.